# Anime baltiche
Anime baltiche (titolo originale Baltische zielen) è un libro di viaggio dello scrittore olandese Jan Brokken, pubblicato nel 2010. Racconta, intrecciando il passato e il presente, le storie e i drammi di Estonia, Lettonia, Lituania, oltreché della scomparsa Prussia Orientale, oggi trasformata nell'exclave di Kaliningrad.
Il libro è stato tradotto in francese, danese, polacco, albanese, inglese e italiano.

## Trama
Capitolo 1: Orgoglio - Jan Brokken, durante un viaggio per mare su una nave mercantile, approda per caso nella città di Pärnu in Estonia. Con tre membri dell'equipaggio suoi amici, visita la città e apprende la storia del politico Carl Robert Jakobson, che spicca tra i promotori di uno spirito nazionale estone. Il fascino provato dal viaggiatore di fronte alle manifestazioni di un particolare sentimento di appartenenza, convince Brokken a ritornare più volte nei Paesi baltici per narrare le storie di alcuni artisti, poeti, musicisti vissuti o provenienti da quelle zone.
Capitolo 2: Il libraio di Riga - Nell'ultimo decennio del XIX secolo, un giovane apprendista fondò una libreria nella città di Riga: il suo nome era Janis Roze. La Lettonia a quel tempo era sotto il dominio della Russia zarista e il giovane Roze diede vita a moltissime pubblicazioni, sia in russo, sia in lettone. Allorché, dopo molte vicissitudini storiche, la Lettonia conquistò una prima indipendenza nel 1918, lo spirito nazionale fu nutrito anche dalle pubblicazioni della "Janis Roze": sette secoli di dominazioni, avevano lasciato al margine la lingua e la cultura lettoni, delle quali divenne fondamentale riappropriarsi. Ma con la seconda guerra mondiale la Lettonia fu inglobata nell'Unione Sovietica e una lunga serie di deportazioni colpì i discendenti di Janis, che ebbero in seguito grandi difficoltà nel riunirsi. Ancor oggi, nella riconquistata indipendenza, la libreria Roze esiste e, con lei, la memoria storica di molte sopraffazioni.
Capitolo 3: Le scarpe dell'architetto - A Riga, l'autore ripercorre le vicende di un padre, Michail Osipovič Ėjzenštejn, geniale e celebrato architetto, e di suo figlio, Sergej Michajlovič Ėjzenštejn, cineasta sovietico noto in tutto il mondo. Borghese, ammiratore dello zar Nicola II, molto dedito alla vita di società, il padre ebbe gran fama sino al 1910 come esponente del Jugendstil. Gli edifici da lui progettati furono abbandonati o demoliti in epoca sovietica, considerati frutto di un'arte contraria ai principi del regime. Ora le opere di Ėjzenštejn padre, come quelle di altri architetti che modellarono la città di Riga tra il XIX e il XX secolo, facendone una seconda Vienna, sono oggetto di restauro e recupero artistico. Ma Ėjzenštejn figlio, a causa di penose vicende che portarono al divorzio dei suoi genitori, non apprezzò mai il padre e lo descrisse come un tiranno, incurante delle sue esigenze. Il dissidio tra i due arrivò al punto che, nella guerra seguita alla Rivoluzione d'ottobre i due militarono in campi avversi. Sergej, tenace bolscevico, non ruppe mai il cordone che lo legava all'URSS, quali che fossero le sue vicende personali, e tutto ciò per odio e disprezzo verso il padre.
Capitolo 4: La volontà del padre - Un altro dissidio tra padre e figlio è quello vissuto, sempre a Riga, tra Markus e Gidon Kremer. Sopravvissuto all'Olocausto, il primo pretese che il figlio riscattasse, con una brillante carriera, quelli che erano i suoi sensi di colpa irrisolti. Il fatto che il piccolo Gidon affrontasse qualsiasi sacrificio per assecondare il padre, portò solo (in un primo momento) a un ruolo di eterno secondo, rispetto al coetaneo Philippe Hirschhorn. Ma in seguito, lontano dal genitore, Gidon Kremer vinse i più prestigiosi concorsi e ha reso immortale il suo nome, sia per le doti di concertista, sia per le prestazioni con i più grandi artisti al mondo, quali Martha Argerich, Jurij Bašmet, Mischa Maisky e soprattutto per aver fondato la Kremerata Baltica, orchestra dal nome tanto evocativo.
Capitolo 5: Come fu che un camaleonte scoppiò - Nella città di Vilnius l'autore incontra Dovid Katz, filologo e insegnante di yiddish. La popolazione ebraica del capoluogo lituano è stata ridotta a poche unità, prima dalle deportazioni, quindi dai massacri che in questa zona avvennero durante l'occupazione nazista. L'ondata antisemita aveva già agito in profondità quando, nel 1928, il quattordicenne Roman Kacev, già fuggito con la madre in Polonia, riuscì a raggiungere Nizza in Francia. Da studente ad aviatore, da partigiano ad ambasciatore, questo musicista mancato (sul modello del grande bambino prodigio Jascha Heifetz, che alimentava le ambizioni di ogni genitore ebreo orientale), Kacev era diventato francese come Romain Gary e scrittore acclamato. Ma Kacev-Gary, che in seguito avrebbe assunto altre identità proprio come il camaleonte, aveva nei suoi ricordi una Vilnius russa ed ebraica, molto diversa dal volto che mostra oggi a chi la visita. Questo ricordo, oltre a un'ostilità irriducibile verso il padre, lo portò a ingarbugliare la sua storia, fino ad allontanare da sé la memoria dell'appartenenza baltica.

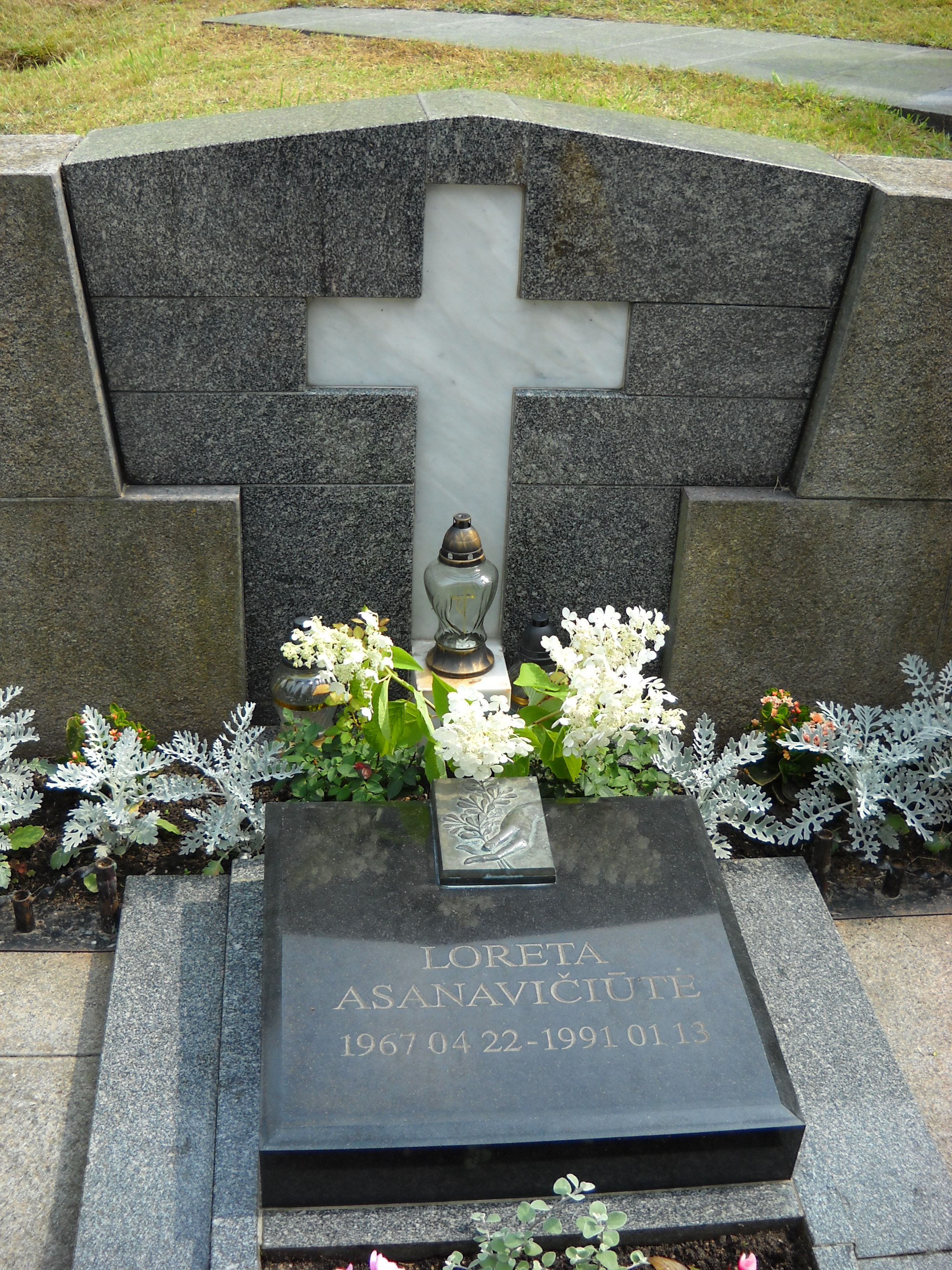
Tomba di Loreta Asanaviciute, la prima vittima dell'intervento sovietico in Lituania, 1991

Capitolo 6: La vittima innocente - Loreta Asanavičiūtė, una giovane semplice, senza ruoli ufficiali, una dei tanti lituani che sin dalla fine degli anni '80 si unirono per rivendicare, assieme ai vicini lettoni ed estoni, l'indipendenza dall'Unione sovietica. Loreta era sempre pronta a partecipare alle manifestazioni non violente, culminate nella rivoluzione cantata, il 23 agosto 1989. Primo dei Paesi baltici a dichiarare l'autonomia dal regime sovietico e a smascherare il famigerato patto Molotov-Ribbentrop (che li aveva forzatamente annessi all'URSS), la Lituania, grazie alla tenacia dei suoi cittadini, si rese indipendente nel 1990, sotto la guida del politico Vytautas Landsbergis. La reazione dei sovietici, intervenuti militarmente con l'Armata Rossa, culminò negli eventi di gennaio (1991), quando Loreta venne schiacciata da un carro armato e fu la prima vittima della violenza sovietica. Le immagini della repressione delle proteste in Lituania convinsero la grande maggioranza degli Stati europei a riconoscere il nuovo Stato lituano.

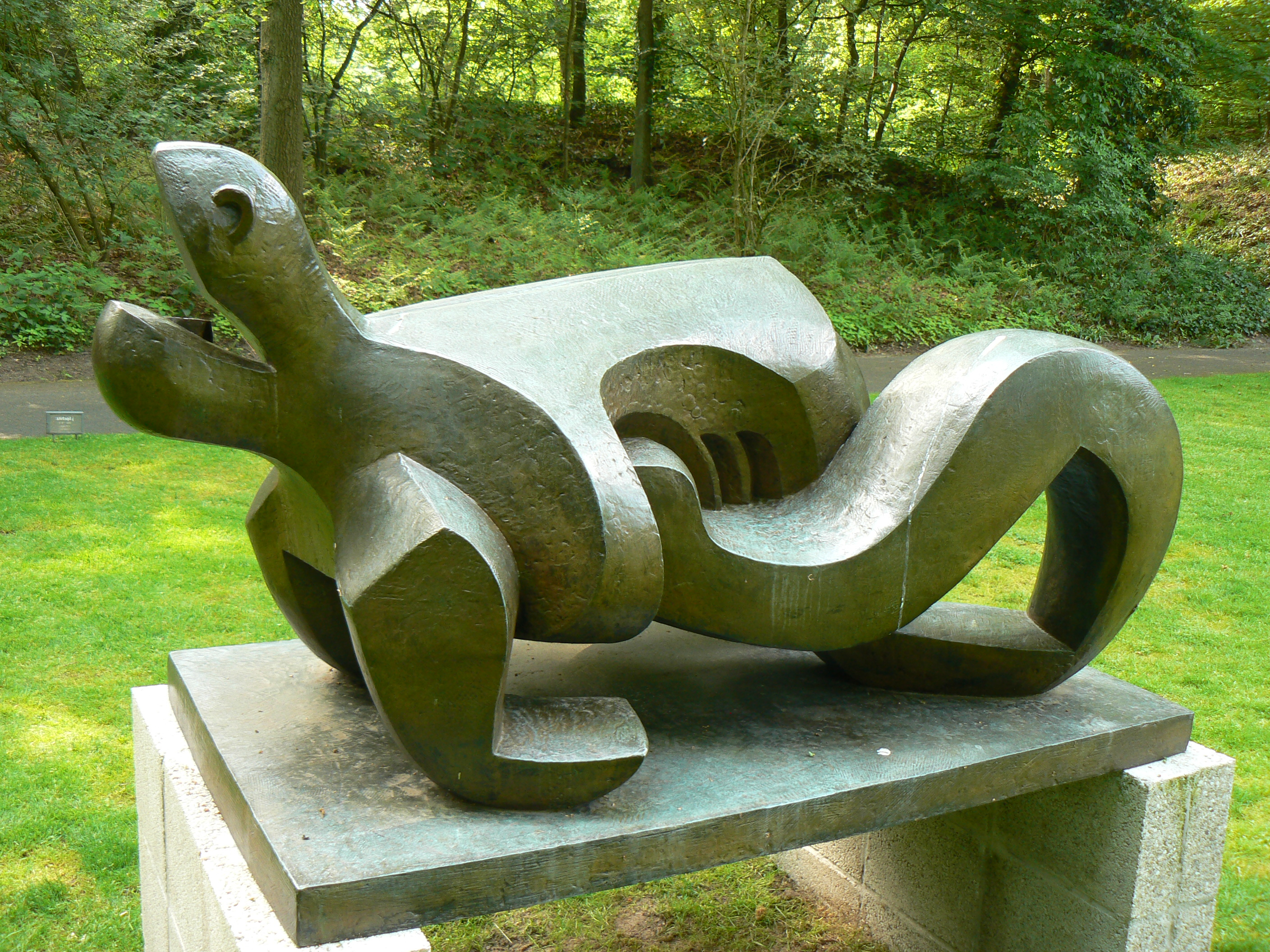
Le cri de copulation, scultura di Lipchitz

Capitolo 7: Copulazione in bronzo - Si rievoca il compositore, pittore e poeta di Vilnius Mikalojus Konstantinas Čiurlionis, considerato dai lituani l'equivalente di Chopin per i polacchi. Per il centenario della sua nascita, nel 1975, furono prodotte (lungo una strada che unisce la sua città natale a quella dove ha trascorso l'infanzia) 20 sculture in legno, che ora formano una tappa regolare del turismo culturale, ma quando apparvero, non furono gradite dal regime sovietico. Se Čiurlionis si allontanò molto raramente dalla sua terra, un altro artista, Chaim Jacob Lipchitz, per apprendere e affermarsi come scultore, si trasferì a Parigi, dove, grazie alla comprensione del padre, poté vivere senza troppe restrizioni. L'autore cerca anche le tracce di Lipchitz, ma queste sono altrove: dapprima l'amicizia con Chaïm Soutine, che lo introdusse nella cerchia di Amedeo Modigliani, quindi la naturalizzazione francese. Dopo la seconda guerra mondiale, lo scultore, che era riparato con la moglie negli Stati Uniti d'America, si separò dalla compagna di vita e dall'Europa, sentendosi incapace di vivere laddove milioni di suoi correligionari ebrei, avevano perso la vita. Un'ultima figura viene narrata: Viliumas Malinauskas, curioso collezionista che, in un terreno boscoso, ha realizzato un museo con le sculture del passato sovietico, da lui raccolte e custodite.
Capitolo 8: La città di Hannah Arendt - L'autore prosegue il suo viaggio verso Kaliningrad, già nota come Königsberg. Rievocate le vicende di Immanuel Kant e di Hannah Arendt, si racconta l'annessione all'URSS avvenuta solo nel 1944, dopo gli impressionanti bombardamenti delle forze alleate e l'invasione sovietica. Per mezzo secolo, le vestigia del passato furono dimenticate, spesso cancellate o profanate, come è avvenuto più volte alla tomba di Kant. Ma, nel XXI secolo i giovani di Kaliningrad hanno riscoperto l'opera di Hanna Arendt, di cui quasi nessuno aveva più sentito parlare, prendendo a studiarla. Un clima che porta la gioventù a sognare un futuro di apertura e internazionalità, sul modello di Hong Kong e Singapore.
Capitolo 9: I baroni baltici - Sulle tracce della nobiltà tedesca, l'autore approfondisce l'opera di Jacob Kettler, iniziatore della modernizzazione delle regioni, ispirandosi al modello seicentesco dei Paesi Bassi. La riuscita delle riforme promosse da Kettler divenne la molla per operazioni analoghe in Russia, volute da Pietro il Grande, che fondò la città di San Pietroburgo in uno dei golfi del Mar Baltico. Ma in epoche più vicine questi nobili scomparvero a poco a poco, in un'aura di decadentismo e sconfitta. Così nel romanzo di Marguerite Yourcenar, Il colpo di grazia, divenuto un film con Margarethe von Trotta, Colpo di grazia; così nei romanzi di Eduard von Keyserling. Non diversamente nel capolavoro di Giuseppe Tomasi di Lampedusa Il Gattopardo, altra opera poi tradotta in un acclamato film. Il libro del principe siciliano è maturato in queste terre e si è tradotto in un parallelo con la nobiltà baltica, cui è appartenuta anche Alexandra Wolff Stomersee, moglie di Tomasi di Lampedusa e prima donna psicanalista in Italia.
Capitolo 10: La cacciata da Mõisamaa - Si prosegue con le drammatiche vicende di una famiglia, i von Wrangel. Influenti sudditi della Russia zarista, come altre famiglie etnicamente tedesco-svedesi, poterono conservare una piccola parte dei loro beni dopo l'indipendenza degli Stati Baltici (1920-1922). Ma in seguito al patto Molotov-Ribbentrop venne loro imposto il rientro forzato in Germania e le peripezie dei cinque membri superstiti, Vladimir, Annemarie e tre figli, tra cui Lotti (Anne Liselotte) sono tanto intricate che, quando morirono il padre e il primogenito, l'annuncio arrivò con anni di ritardo. Con gli anni, Lotti si stabilì in Olanda e perseguì l'assimilazione alla nuova patria al punto di dimenticare le lingue russa ed estone. Gli estoni la consideravano tedesca, i tedeschi volevano solo cancellare le tracce del passato nazista, né poteva trovare un'identità sovietica. Nel nuovo Paese, la figlia di Lotti, Karin, si preparava a diventare giornalista e nel percorso studentesco l'autore la conobbe e avvicinò. Il ritorno, una visita al luogo natio di Lotti e del fratello superstite Olli, sarebbe avvenuto con riluttanza solo dopo il 2004, ma i fratelli finalmente ritrovano le loro radici, in un ambiente rinnovato e accogliente.
Capitolo 11: L'inizio di un'avventura sconosciuta - Viaggiando in treno, l'autore è colpito dal verde delle foreste e dal rosso del cielo, colori che si contrappongono come in un quadro di Mark Rothko. Il sottotitolo del capitolo infatti recita: Nella luce di Mark Rothko. Brokken si chiede come mai, emigrato con la famiglia negli Stati Uniti già dal 1914, a soli dieci anni, il pittore abbia impresso nelle sue tele questi colori, così tipici del paesaggio lettone ed estone. Il ragazzo era sempre vissuto in città e qui aveva frequentato le scuole; non si può sapere quanto abbia visto effettivamente della natura di questi luoghi. E per giunta si conosce il suo pensiero: si è dichiarato americano di origini ebraiche ed europee. La storia della famiglia Rothkowitz è adeguatamente descritta, come pure il lungo viaggio che li portò tanto lontano. Altri artisti già citati (Soudine, Marc Chagall, Lipchitz) hanno sofferto dello stesso straniamento. Rothko morì suicida come Romain Gary, anzi, alla stessa età.
Capitolo 12: Tabula Rasa - L'ultima parte del libro è interamente dedicata ad Arvo Pärt. Nato nell'Estonia sovietica, è divenuto, oltre che un compositore di fama mondiale, anche un uomo di profonda fede religiosa, posta alla base di moltissime sue opere. I mezzi di cui il musicista si è servito per dare vita alle sue composizioni si identificano con il Minimalismo: per l'efficacia delle melodie, il cinema si è avvalso di molti riferimenti sonori tratti dalle sue musiche, come avviene per Philip Glass. Part ha aderito alla chiesa russo-ortodossa e ha utilizzato lo slavo ecclesiastico nella musica sacra, tuttavia la sua ispirazione è stata forse più spesso stimolata dalla lingua latina ecclesiastica e dalla liturgia del rito cattolico. Su questi particolari indaga lo scrittore per far comprendere come un estone inizialmente ateo, quindi animato da un linguaggio possente, sia diventato per tutti gli estoni il più amato simbolo della resilienza dell'identità culturale d'Estonia.

## Edizioni in italiano
- Anime baltiche, traduzione di Claudia Cozzi e Claudia Di Palermo, Postfazione di Alessandro Marzo Magno, Collezione Gli Iperborei n.235, Milano, Iperborea, 2014, ISBN 978-88-7091-535-8.
- Anime baltiche, letto da Filippo Nigro, Roma: Emons, 2019.